# 第2次岸田内閣
第2次岸田内閣（だいにじ きしだないかく）は、衆議院議員・自由民主党総裁の岸田文雄が第101代内閣総理大臣に任命され、2021年（令和3年）11月10日から2022年（令和4年）8月10日まで続いた日本の内閣。
自由民主党と公明党を与党とする連立内閣（自公連立政権）である。

## 概説
2021年10月4日発足の第1次岸田内閣において14日に衆議院解散を断行し、31日投開票の第49回衆議院議員総選挙において自民党と公明党で過半数を獲得したことから岸田政権の継続が事実上決定し、11月10日召集の第206回特別国会における首班指名の後、皇居での親任式および認証式を経て発足した。
第1次岸田内閣のもとで行われた第49回総選挙で自由民主党幹事長の甘利明が自身の選挙区（神奈川県第13区）で落選（ただし比例復活当選）したことを受けて引責辞任した。その後任の自民党幹事長に就任するために外務大臣の茂木敏充が外務大臣を辞職する必要があったため、11月4日から11月10日の第1次岸田内閣総辞職まで総理の岸田文雄が外務大臣を兼任した。日本国憲法第70条に基づいて第1次岸田内閣が総辞職したあと、第2次岸田内閣が発足した。
第2次岸田内閣は新しい総理と内閣の信を問う総選挙の直後であるため、後任の外務大臣に林芳正を起用したこと以外は、前内閣の閣僚全員が再任という形となった。
2022年3月31日をもって五輪担当大臣が廃止されるのに伴い、国務大臣の人数の増員分がなくなり上限が1人減るため、この日をもって岸田内閣の閣僚も一人減員となり、五輪担当大臣の堀内詔子が退任した。堀内が兼務していたワクチン接種推進担当大臣は4月1日から松野博一内閣官房長官が兼務することとなり、五輪担当大臣の業務は末松信介文部科学大臣が引き継ぐこととなった。
2022年7月8日に参議院選挙の応援演説中に奈良県奈良市で安倍晋三銃撃事件が発生。首相官邸で官房長官の松野博一が緊急会見し、岸田文雄は外遊中の林芳正外務大臣以外の閣僚を緊急で東京に呼び戻して対応にあたることになった。
2022年7月10日投開票の第26回参議院議員通常選挙に農林水産大臣の金子原二郎と国家公安委員会委員長の二之湯智の2人が立候補せず、同月25日の任期満了と共に非議員となったが、内閣改造までは民間人閣僚として続投した。
2022年8月2日、野田聖子が内閣総理大臣臨時代理として閣議を主宰した。女性閣僚による閣議の主催は異例。

## 内閣の顔ぶれ・人事
所属政党・出身:
  自由民主党（岸田派）   自由民主党（茂木派）   自由民主党（麻生派）   自由民主党（安倍派）   自由民主党（二階派）
  自由民主党（森山派）   自由民主党（谷垣G）   自由民主党（石破G）   自由民主党（無派閥）   公明党   中央省庁・民間

### 国務大臣
2021年（令和3年）11月10日任命。
| 職名                                                                              | 氏名       | 画像 | 出身等                             | 特命事項等 | 備考                                                                                |
| --------------------------------------------------------------------------------- | ---------- | ---- | ---------------------------------- | --- | ----------------------------------------------------------------------------------- |
| 内閣総理大臣                                                                      | 岸田文雄   |      | 衆議院 自由民主党 （岸田派）       | | 自由民主党総裁 再任                                                                 |
| 総務大臣                                                                          | 金子恭之   |      | 衆議院 自由民主党 （岸田派）       | | 再任                                                                                |
| 法務大臣                                                                          | 古川禎久   |      | 衆議院 自由民主党 （茂木派）       | | 再任                                                                                |
| 外務大臣                                                                          | 林芳正     |      | 衆議院 自由民主党 （岸田派）       | 内閣総理大臣臨時代理 就任順位第3位                                                                                              | 再入閣                                                                              |
| 財務大臣 内閣府特命担当大臣 （金融）                                              | 鈴木俊一   |      | 衆議院 自由民主党 （麻生派）       | デフレ脱却担当 内閣総理大臣臨時代理 就任順位第4位                                                                               | 再任                                                                                |
| 文部科学大臣                                                                      | 末松信介   |      | 参議院 自由民主党 （安倍派）       | 教育再生担当 東京オリンピック競技大会・ 東京パラリンピック競技大会担当（2022年4月1日以降） 国立国会図書館連絡調整委員会委員     | 再任                                                                                |
| 厚生労働大臣                                                                      | 後藤茂之   |      | 衆議院 自由民主党 （無派閥）       | | 再任                                                                                |
| 農林水産大臣                                                                      | 金子原二郎 |      | 参議院 →民間 自由民主党 （岸田派） | 内閣総理大臣臨時代理 就任順位第5位                                                                                              | 再任 参議院議員の任期満了後は民間人閣僚として在任 （2022年7月26日 - 2022年8月10日)  |
| 経済産業大臣 内閣府特命担当大臣 （原子力損害賠償・ 廃炉等支援機構）               | 萩生田光一 |      | 衆議院 自由民主党 （安倍派）       | 産業競争力担当 ロシア経済分野協力担当 原子力経済被害担当 GX実行推進担当（2022年7月27日-）                                       | 再任                                                                                |
| 国土交通大臣                                                                      | 斉藤鉄夫   |      | 衆議院 公明党                      | 水循環政策担当 | 公明党副代表 再任                                                                   |
| 環境大臣 内閣府特命担当大臣 （原子力防災）                                        | 山口壯     |      | 衆議院 自由民主党 （二階派）       | | 再任                                                                                |
| 防衛大臣                                                                          | 岸信夫     |      | 衆議院 自由民主党 （安倍派）       | | 再任                                                                                |
| 内閣官房長官                                                                      | 松野博一   |      | 衆議院 自由民主党 （安倍派）       | 沖縄基地負担軽減担当 拉致問題担当 ワクチン接種推進担当（2022年4月1日以降） 内閣総理大臣臨時代理 就任順位第1位                   | 再任                                                                                |
| デジタル大臣 内閣府特命担当大臣 （規制改革）                                      | 牧島かれん |      | 衆議院 自由民主党 （麻生派）       | 行政改革担当 | 再任                                                                                |
| 復興大臣 内閣府特命担当大臣 （沖縄及び北方対策）                                  | 西銘恒三郎 |      | 衆議院 自由民主党 （茂木派）       | 福島原発事故再生総括担当 | 再任                                                                                |
| 国家公安委員会委員長 内閣府特命担当大臣 （防災） （海洋政策）                     | 二之湯智   |      | 参議院 →民間 自由民主党 （茂木派） | 国土強靭化担当 領土問題担当 国家公務員制度担当                                                                                  | 再任 参議院議員の任期満了後は民間人閣僚として在任 （2022年7月26日 - 2022年8月10日） |
| 内閣府特命担当大臣 （地方創生） （少子化対策） （男女共同参画）                   | 野田聖子   |      | 衆議院 自由民主党 （無派閥）       | 女性活躍担当 こども政策担当 孤独・孤立対策担当 内閣総理大臣臨時代理 就任順位第2位                                               | 再任                                                                                |
| 内閣府特命担当大臣 （経済財政政策）                                               | 山際大志郎 |      | 衆議院 自由民主党 （麻生派）       | 経済再生担当 新しい資本主義担当 新型コロナ対策・健康危機管理担当 全世代型社会保障改革担当 スタートアップ担当（2022年8月1日 - ） | 再任                                                                                |
| 内閣府特命担当大臣 （科学技術政策） （宇宙政策） （経済安全保障）                 | 小林鷹之   |      | 衆議院 自由民主党 （二階派）       | 経済安全保障担当 | 再任                                                                                |
| 内閣府特命担当大臣 （消費者及び食品安全） （クールジャパン戦略） （知的財産戦略） | 若宮健嗣   |      | 衆議院 自由民主党 （茂木派）       | 国際博覧会担当 共生社会担当 デジタル田園都市国家構想担当                                                                        | 再任                                                                                |
| 国務大臣                                                                          | 堀内詔子   |      | 衆議院 自由民主党 （岸田派）       | 東京オリンピック競技大会・ 東京パラリンピック競技大会担当 ワクチン接種推進担当 （2022年3月31日まで）                            | 再任 2022年3月31日免                                                                |

### 内閣官房副長官・内閣法制局長官
2021年（令和3年）11月10日任命。
| 職名           | 氏名     | 画像 | 出身等                       | 備考 |
| -------------- | -------- | ---- | ---------------------------- | ---- |
| 内閣官房副長官 | 木原誠二 |      | 衆議院／自由民主党（岸田派） | 再任 |
| 内閣官房副長官 | 磯﨑仁彦 |      | 衆議院／自由民主党（岸田派） | 再任 |
| 内閣官房副長官 | 栗生俊一 |      | 事務担当／警察庁             | 再任 |
| 内閣法制局長官 | 近藤正春 |      | 前内閣法制次長／経済産業省   | 再任 |

### 内閣総理大臣補佐官
2021年（令和3年）11月10日任命。
| 職名 | 氏名     | 画像 | 所属等                             | 備考                                    |
| --- | -------- | ---- | ---------------------------------- | --------------------------------------- |
| 内閣総理大臣補佐官 （国家安全保障に関する重要政策担当）                                                       | 木原誠二 |      | 衆議院／自由民主党（岸田派）       | 再任 内閣官房副長官兼任 2021年12月3日免 |
| 内閣総理大臣補佐官 （国際人権問題担当）                                                                       | 中谷元   |      | 衆議院／自由民主党（谷垣グループ） |                                         |
| 内閣総理大臣補佐官 （国内経済その他特命事項担当）                                                             | 村井英樹 |      | 衆議院／自由民主党（岸田派）       | 再任                                    |
| 内閣総理大臣補佐官 （女性活躍担当）                                                                           | 森まさこ |      | 参議院／自由民主党（安倍派）       | 元閣僚 （法務大臣）                     |
| 内閣総理大臣補佐官 （国家安全保障に関する重要政策 及び核軍縮・不拡散問題担当）                                | 寺田稔   |      | 衆議院／自由民主党（岸田派）       | 2021年12月3日任                         |
| 内閣総理大臣補佐官 （国土強靱化及び復興等の社会資本整備 並びに科学技術イノベーション政策 その他特命事項担当） | 森昌文   |      | 民間                               | 2022年1月1日任                          |

### 副大臣
2021年（令和3年）11月11日任命。
| 職名           | 氏名       | 出身等                             | 備考                             |
| -------------- | ---------- | ---------------------------------- | -------------------------------- |
| デジタル副大臣 | 小林史明   | 衆議院／自由民主党（岸田派）       | 内閣府副大臣兼任／再任           |
| 復興副大臣     | 冨樫博之   | 衆議院／自由民主党（石破グループ） | 再任                             |
| 復興副大臣     | 新妻秀規   | 参議院／公明党                     |                                  |
| 復興副大臣     | 渡辺猛之   | 参議院／自由民主党（茂木派）       | 内閣府、国土交通副大臣兼任／再任 |
| 内閣府副大臣   | 小林史明   | 衆議院／自由民主党（岸田派）       | デジタル副大臣兼任／再任         |
| 内閣府副大臣   | 大野敬太郎 | 衆議院／自由民主党（無派閥）       | 再任                             |
| 内閣府副大臣   | 黄川田仁志 | 衆議院／自由民主党（無派閥）       | 再任                             |
| 内閣府副大臣   | 赤池誠章   | 参議院／自由民主党（安倍派）       | 再任                             |
| 内閣府副大臣   | 池田佳隆   | 衆議院／自由民主党（安倍派）       | 文部科学副大臣兼任／再任         |
| 内閣府副大臣   | 細田健一   | 衆議院／自由民主党（安倍派）       | 経済産業副大臣兼任／再任         |
| 内閣府副大臣   | 石井正弘   | 参議院／自由民主党（安倍派）       | 経済産業副大臣兼任／再任         |
| 内閣府副大臣   | 務台俊介   | 衆議院／自由民主党（麻生派）       | 環境副大臣兼任／再任             |
| 内閣府副大臣   | 鬼木誠     | 衆議院／自由民主党（森山派）       | 防衛副大臣兼任／再任             |
| 内閣府副大臣   | 佐藤英道   | 衆議院／公明党                     | 厚生労働副大臣兼任               |
| 内閣府副大臣   | 渡辺猛之   | 参議院／自由民主党（茂木派）       | 復興、国土交通副大臣兼任／再任   |
| 総務副大臣     | 田畑裕明   | 衆議院／自由民主党（安倍派）       | 再任                             |
| 総務副大臣     | 中西祐介   | 参議院／自由民主党（麻生派）       | 再任                             |
| 法務副大臣     | 津島淳     | 衆議院／自由民主党（茂木派）       | 再任                             |
| 外務副大臣     | 小田原潔   | 衆議院／自由民主党（安倍派）       | 再任                             |
| 外務副大臣     | 鈴木貴子   | 衆議院／自由民主党（茂木派）       | 再任                             |
| 財務副大臣     | 岡本三成   | 衆議院／公明党                     |                                  |
| 財務副大臣     | 大家敏志   | 参議院／自由民主党（麻生派）       | 再任                             |
| 文部科学副大臣 | 田中英之   | 衆議院／自由民主党（無派閥）       | 再任                             |
| 文部科学副大臣 | 池田佳隆   | 衆議院／自由民主党（安倍派）       | 内閣府副大臣兼任／再任           |
| 厚生労働副大臣 | 古賀篤     | 衆議院／自由民主党（岸田派）       | 再任                             |
| 厚生労働副大臣 | 佐藤英道   | 衆議院／公明党                     | 内閣府副大臣兼任                 |
| 農林水産副大臣 | 武部新     | 衆議院／自由民主党（二階派）       | 再任                             |
| 農林水産副大臣 | 中村裕之   | 衆議院／自由民主党（麻生派）       | 再任                             |
| 経済産業副大臣 | 細田健一   | 衆議院／自由民主党（安倍派）       | 内閣府副大臣兼任／再任           |
| 経済産業副大臣 | 石井正弘   | 参議院／自由民主党（安倍派）       | 内閣府副大臣兼任／再任           |
| 国土交通副大臣 | 中山展宏   | 衆議院／自由民主党（麻生派）       | 再任                             |
| 国土交通副大臣 | 渡辺猛之   | 参議院／自由民主党（茂木派）       | 復興、内閣府副大臣兼任／再任     |
| 環境副大臣     | 大岡敏孝   | 衆議院／自由民主党（二階派）       | 再任                             |
| 環境副大臣     | 務台俊介   | 衆議院／自由民主党（麻生派）       | 内閣府副大臣兼任／再任           |
| 防衛副大臣     | 鬼木誠     | 衆議院／自由民主党（森山派）       | 内閣府副大臣兼任／再任           |

### 大臣政務官
2021年（令和3年）11月11日任命。
| 職名               | 氏名       | 出身等                       | 備考                                 |
| ------------------ | ---------- | ---------------------------- | ------------------------------------ |
| デジタル大臣政務官 | 山田太郎   | 参議院／自由民主党（無派閥） | 内閣府大臣政務官兼任／再任           |
| 復興大臣政務官     | 宗清皇一   | 衆議院／自由民主党（安倍派） | 内閣府大臣政務官兼任／再任           |
| 復興大臣政務官     | 高橋はるみ | 参議院／自由民主党（安倍派） | 内閣府、文部科学大臣政務官兼任／再任 |
| 復興大臣政務官     | 岩田和親   | 衆議院／自由民主党（岸田派） | 内閣府、経済産業大臣政務官兼任／再任 |
| 復興大臣政務官     | 泉田裕彦   | 衆議院／自由民主党（二階派） | 内閣府、国土交通大臣政務官兼任／再任 |
| 内閣府大臣政務官   | 山田太郎   | 参議院／自由民主党（無派閥） | デジタル大臣政務官兼任／再任         |
| 内閣府大臣政務官   | 宮路拓馬   | 衆議院／自由民主党（森山派） |                                      |
| 内閣府大臣政務官   | 小寺裕雄   | 衆議院／自由民主党（二階派） | 再任 2021年11月10日任命              |
| 内閣府大臣政務官   | 島村大     | 参議院／自由民主党（無派閥） | 厚生労働大臣政務官兼任／再任         |
| 内閣府大臣政務官   | 吉川有美   | 参議院／自由民主党（安倍派） | 経済産業大臣政務官兼任／再任         |
| 内閣府大臣政務官   | 穂坂泰     | 衆議院／自由民主党（無派閥） | 環境大臣政務官兼任／再任             |
| 内閣府大臣政務官   | 中曽根康隆 | 衆議院／自由民主党（二階派） | 防衛大臣政務官兼任                   |
| 内閣府大臣政務官   | 宗清皇一   | 衆議院／自由民主党（安倍派） | 復興大臣政務官兼任／再任             |
| 内閣府大臣政務官   | 泉田裕彦   | 衆議院／自由民主党（二階派） | 復興、国土交通大臣政務官兼任／再任   |
| 内閣府大臣政務官   | 高橋はるみ | 参議院／自由民主党（安倍派） | 復興、文部科学大臣政務官兼任／再任   |
| 内閣府大臣政務官   | 岩田和親   | 衆議院／自由民主党（岸田派） | 復興、経済産業大臣政務官兼任／再任   |
| 総務大臣政務官     | 鳩山二郎   | 衆議院／自由民主党（二階派） | 再任                                 |
| 総務大臣政務官     | 渡辺孝一   | 衆議院／自由民主党（岸田派） | 再任                                 |
| 総務大臣政務官     | 三浦靖     | 参議院／自由民主党（茂木派） | 再任                                 |
| 法務大臣政務官     | 加田裕之   | 参議院／自由民主党（安倍派） | 再任                                 |
| 外務大臣政務官     | 上杉謙太郎 | 衆議院／自由民主党（安倍派） | 再任                                 |
| 外務大臣政務官     | 本田太郎   | 衆議院／自由民主党（無派閥） | 再任                                 |
| 外務大臣政務官     | 三宅伸吾   | 参議院／自由民主党（無派閥） | 再任                                 |
| 財務大臣政務官     | 高村正大   | 衆議院／自由民主党（麻生派） | 再任                                 |
| 財務大臣政務官     | 藤原崇     | 衆議院／自由民主党（安倍派） |                                      |
| 文部科学大臣政務官 | 鰐淵洋子   | 衆議院／公明党               | 再任                                 |
| 文部科学大臣政務官 | 高橋はるみ | 参議院／自由民主党（安倍派） | 復興、内閣府大臣政務官兼任／再任     |
| 厚生労働大臣政務官 | 深澤陽一   | 衆議院／自由民主党（岸田派） |                                      |
| 厚生労働大臣政務官 | 島村大     | 参議院／自由民主党（無派閥） | 内閣府大臣政務官兼任／再任           |
| 農林水産大臣政務官 | 下野六太   | 参議院／公明党               |                                      |
| 農林水産大臣政務官 | 宮崎雅夫   | 参議院／自由民主党（二階派） | 再任 2021年11月10日任命              |
| 経済産業大臣政務官 | 吉川有美   | 参議院／自由民主党（安倍派） | 内閣府大臣政務官兼任／再任           |
| 経済産業大臣政務官 | 岩田和親   | 衆議院／自由民主党（岸田派） | 復興、内閣府大臣政務官兼任／再任     |
| 国土交通大臣政務官 | 加藤鮎子   | 衆議院／自由民主党（無派閥） | 再任                                 |
| 国土交通大臣政務官 | 木村次郎   | 衆議院／自由民主党（安倍派） | 再任                                 |
| 国土交通大臣政務官 | 泉田裕彦   | 衆議院／自由民主党（二階派） | 復興、内閣府大臣政務官兼任／再任     |
| 環境大臣政務官     | 中川康洋   | 衆議院／公明党               |                                      |
| 環境大臣政務官     | 穂坂泰     | 衆議院／自由民主党（無派閥） | 内閣府大臣政務官兼任／再任           |
| 防衛大臣政務官     | 岩本剛人   | 参議院／自由民主党（二階派） | 再任                                 |
| 防衛大臣政務官     | 中曽根康隆 | 衆議院／自由民主党（二階派） | 内閣府大臣政務官兼任                 |

## 首班指名選挙
| 内閣総理大臣指名選挙：衆議院 |            |              |           |
| 氏名                         | 氏名       | 所属政党     | 得票数    |
|                              | 岸田文雄   | 自由民主党   | 297 / 465 |
|                              | 枝野幸男   | 立憲民主党   | 108 / 465 |
|                              | 片山虎之助 | 日本維新の会 | 41 / 465  |
|                              | 玉木雄一郎 | 国民民主党   | 11 / 465  |
|                              | 吉良州司   | 無所属       | 5 / 465   |
|                              | 山本太郎   | れいわ新選組 | 3 / 465   |

| 内閣総理大臣指名選挙：参議院 |            |              |           |
| 氏名                         | 氏名       | 所属政党     | 得票数    |
|                              | 岸田文雄   | 自由民主党   | 141 / 242 |
|                              | 枝野幸男   | 立憲民主党   | 60 / 242  |
|                              | 片山虎之助 | 日本維新の会 | 15 / 242  |
|                              | 玉木雄一郎 | 国民民主党   | 15 / 242  |
|                              | 山本太郎   | れいわ新選組 | 3 / 242   |
|                              | 嘉田由紀子 | 無所属       | 2 / 242   |
|                              | 渡辺喜美   | 無所属       | 2 / 242   |
|                              | 伊藤孝恵   | 国民民主党   | 1 / 242   |
|                              | 伊波洋一   | 無所属       | 1 / 242   |
|                              | 白票       |              | 2 / 242   |

## 勢力早見表
| 名称   | 勢力 | 国務大臣 | 副大臣 | 政務官 | 補佐官 | その他                                               |
| ------ | ---- | -------- | ------ | ------ | ------ | ---------------------------------------------------- |
| 安倍派 | 95   | 4        | 6      | 7      | 1      | 総務会長、参議院幹事長、 衆議院議長、 国会対策委員長 |
| 無派閥 | 56   | 2        | 3      | 6      | 0      | 政務調査会長、幹事長代行                             |
| 茂木派 | 54   | 4        | 3      | 1      | 0      | 幹事長、参議院議長、参議院議員会長                   |
| 麻生派 | 51   | 3        | 5      | 1      | 0      | 副総裁                                               |
| 岸田派 | 44   | 5→4      | 2      | 3      | 2      | 自由民主党総裁                                       |
| 二階派 | 43   | 2        | 2      | 6      | 0      |                                                      |
| 谷垣G  | 14   | 0        | 0      | 0      | 1      | 選挙対策委員長                                       |
| 石破G  | 10   | 0        | 1      | 0      | 0      |                                                      |
| 森山派 | 7    | 0        | 1      | 1      | 0      |                                                      |
| 公明党 | 60   | 1        | 3      | 3      | 0      |                                                      |
| 民間   | /    | 0        | 0      | 0      | 1      |                                                      |
| 計     | /    | 21→20    | 26     | 28     | 5      | /                                                    |

※慣例により派閥離脱中である衆議院議長の細田博之（安倍派）と参議院議長の尾辻秀久（茂木派）、党幹部を派閥所属議員に含む。
※二階派会員に無所属の三反園訓を含む。
※谷垣グループおよび石破グループは他派閥との掛け持ち所属議員を除く。

## 内閣の動き
第2次岸田内閣は第49回衆議院議員総選挙の勝利を背景に、11月10日に発足した。岸田は後に、この選挙で最短内閣の危機を乗り越えたと語っている（仮にこの選挙で自民党が敗北し政権が交代すると、岸田は通算在職日数が歴代最短となっていた）。
岸田内閣は「聞く力」を「持ち味」とし、高い支持率を維持し続けた。しかし一方で、決断力に乏しいとの批判から「検討使」と揶揄されることもあった。さらに、物価高が深刻化し始め、足元が揺らぎ始めたときに、参院選が行われた。
参院選では自民党が圧勝したが、これについては岸田の政権運営に大きな影響を与えていた元総理の安倍晋三が選挙中に暗殺されたことにより、日本維新の会などの保守政党の票が自民党に流れたことも要因となった面もある。
その後、故安倍晋三国葬儀や新型コロナウイルスの感染拡大を巡り政権への風当たりが強まり、さらに旧統一教会と政治家との関係についての問題を打開するためにも、岸田は8月10日に内閣改造、党役員人事を行うと発表。これにより、第2次岸田第1次改造内閣が発足する。